# به خوشبختی خوش آمدید (فیلم)
به خوشبختی خوش آمدید (انگلیسی: Welcome to Happiness) یک فیلم به کارگردانی الیور تامپسون است که در سال ۲۰۱۵ منتشر شد.